# Dierentijdpolder
De Dierentijdpolder in Zeeuws-Vlaanderen ten noordwesten van IJzendijke ligt langs de Oranjedijk direct ten westen van de buurtschap Oudeland, een handjevol voormalige landarbeidershuisjes. Ten noorden ligt de Oranjepolder, ten zuiden de Mauritspolder.
Het poldertje van 13 ha is een overblijfsel van de in 1388 genoemde Dierentijdpolder, die langs de Oranjedijk nog veel langer was naar het noordoosten toe, nog net voorbij de Krommeweg. Dit poldertje werd geïnundeerd en later opgenomen in de Oranjepolder, toen deze in 1617 werd bedijkt. Toch zijn ook de contouren van het vroeger langere poldertje nog steeds duidelijk op te merken.